# Haus Rheinheim
Haus Rheinheim ist eine abgegangene, mittelalterliche Niederungsburg im Duisburger Stadtteil Mündelheim, Ortsteil Rheinheim am Rhein.

## Geschichte
Der Adelssitz ist zwar durch keine schriftliche Quelle explizit belegt, doch ergibt sich seine Existenz zwingend aus dem Namen der Familie der Herren von Rheinheim, einer Seitenlinie der Herren von Kalkum. Die Herren von Rheinheim, die urkundlich von 1220 bis Anfang des 15. Jahrhunderts erscheinen, waren Ministeriale des Stifts Gerresheim. Sie verwalteten die Gerresheimer Güter in Rheinheim und Umgebung.
Laut Günter von Roden, Historiker und zuletzt Leitender Stadtarchivdirektor in Duisburg, hat man aufgrund der Adelsqualität der Familie hinsichtlich ihres Sitzes von einem „Schloss“ gesprochen, „das angeblich eines Tages in den Fluten des Rheines versunken sein soll.“ Dies ist durchaus wahrscheinlich, da Rheinheim, das urkundlich bereits im Jahre 1072 als Rinheim erwähnt wird, fast alle seine Höfe im Laufe der Zeit durch Überschwemmungen und die immer weiter fortschreitende Rheinverlagerung verloren hat. Insbesondere im Mittelalter war der Ort aufgrund fehlender Deiche durch den Rheinstrom stark gefährdet.
Aufgrund der fehlenden schriftlichen Zeugnisse kann man davon ausgehen, dass der Adelssitz Ende des 14. Jahrhunderts bereits untergegangen war, ansonsten hätte er sich sicher in den ab diesem Zeitpunkt vermehrt erhaltenen urkundlichen Zeugnissen niedergeschlagen.